# Eutrichogramma
Eutrichogramma is een geslacht van vliesvleugeligen uit de familie Trichogrammatidae. De wetenschappelijke naam van dit geslacht is voor het eerst geldig gepubliceerd in 1981 door Lin.

## Soorten
Het geslacht Eutrichogramma is monotypisch en omvat slechts de volgende soort:
- Eutrichogramma elongatum Lin, 1981